# Černé Voděrady
Černé Voděrady – wieś i gmina w Czechach, w powiecie Praga-Wschód, w kraju środkowoczeskim. Według danych z dnia 1 stycznia 2013 liczyła 340 mieszkańców.